# Bagage (lied)
Bagage is een lied van de Nederlandse rapper Hef in samenwerking met rappers Idaly en Kevin. Het werd in 2020 als single uitgebracht en stond in heftzelfde jaar als tweede track op het album Rook van Hef.

## Achtergrond
Bagage is geschreven door Tevin Irvin Plaate, Derek Diaz, Julliard Frans, Idaly Faal en Kevin de Gier en geproduceerd door Spanker en the44thfloor. Het is een lied uit het genre nederhop. In het lied reflecteren de liedvertellers op hun eigen leven. Het is niet de eerste keer dat de rappers samen op een lied te horen zijn, daar zij eerder in 2020 het lied Hyena's met z'n drieën uitbrachten. In 2021 waren ze nogmaals samen te horen op Eigenaar.

## Hitnoteringen
De rappers hadden bescheiden succes met het lied. Het piekte op de 32e plek van de Single Top 100 en stond vijf weken in de hitlijst. Er was geen notering in de Top 40, maar het kwam tot de veertiende plek van de Tipparade.